# 納尼亞年表
納尼亞年表，是英國奇幻小說系列《納尼亞傳奇》裡故事情節的大事年表。
《納尼亞》系列的作者C·S·路易斯提供了一份納尼亞時間表來描繪這本小說終發生或提到的事件，他以手稿形式向沃爾特·霍伯發布一篇「納尼亞歷史綱要」（Outline of Narnian History），並將其納入散文〈Past Watchful Dragons: The Fairy Tales of C. S. Lewis〉內。由於《納尼亞》系列中並未明確指出各事件發生的確切年分，因此這類訊息的唯一來源便是路易斯的這份納尼亞時間表。
納尼亞世界的時間流逝與人類世界往往是不連貫的，有時在納尼亞過去了幾百年時間、而人類世界只過了一年。

## 納尼亞時間表

### 第一個千年
1年
納尼亞創世，陸上大帝之子亞斯藍賦予動物說話的能力，白女巫隨著狄哥里等人進入納尼亞，之後逃到北方極地。來自倫敦的馬車夫法蘭克及海倫成為納尼亞首任國王和王后。
180年
法蘭克五世的小兒子科爾親王和其追隨者進入無人居住的亞成地，成為那裡的首任國王。
204年
一些亞成地的不良分子越過南方的大沙漠，建立了卡羅門國家。
300年
一群卡羅門人離開自己的國家，在納尼亞西部的坦摩地區定居。
302年
在坦摩的卡羅門人變得越加惡劣，亞斯藍把他們變成不會說話的動物。同年，納尼亞國王Gale殺死肆虐寂島的惡龍，因而兼併了寂島皇帝的稱號。
407年
亞成地國王奧爾文殺死雙頭巨人皮爾。
460年
幾名來自人類世界的海盜透過一條神奇的裂縫進入納尼亞的坦摩，即為後來的坦摩人。
898年
白女巫賈迪絲重返納尼亞，使用一根具有強大法力的魔杖作為武器，可以將除了亞斯藍以外的所有人變成石頭。
900年
白女巫成功征服整個納尼亞，自封為納尼亞女王。她下了一道詛咒，使整個納尼亞永遠維持在冬季。

### 第二個千年
1000年
當百年寒冬滿第一千年時，來自英國的佩文西四兄妹透過一個舊衣櫥進入納尼亞，愛德蒙背叛，亞斯藍自我犧牲，在石桌上被白女巫所殺，次日早晨又在蘇珊和露西面前復活。貝路納之役爆發，在亞斯藍的援助下，白女巫身亡，她的黨羽潰散。彼得、蘇珊、愛德蒙和露西成為納尼亞凱爾帕拉瓦宮的四位君主。
1014年
彼得大帝領軍擊敗了北方的巨人。另一方面，蘇珊女王、愛德蒙國王和人羊吐納思等人造訪南方的卡羅門，卡羅門的羅八達王子領軍侵略納尼亞和亞成地，終被擊敗。亞成地的半月國王發現男孩沙斯塔就是他失蹤的兒子柯爾。
1015年
彼得大帝、蘇珊女王、愛德蒙國王和露西女王在追逐白雄鹿期間意外返回人類世界，發現時間只過去幾秒鐘，他們自己都還是孩子。
1998年
坦摩人征服了納尼亞，征服者賈思潘一世成為納尼亞國王。

### 第三個千年
2290年
賈思潘九世之子賈思潘王子出生。賈思潘九世遭兄弟米拉茲謀殺並奪位。
2303年
賈思潘王子逃出叔叔米拉茲的掌控，引發納尼亞內戰，由於賈思潘吹響了蘇珊女王遺留下來的號角，而陸續將佩文西四兄妹朝喚回納尼亞。米拉茲被自己的手下所殺，在第二次貝路納之役當中，坦摩軍隊潰敗。賈思潘王子加冕成為賈思潘十世。
2304年
賈思潘十世擊敗北方巨人。
2306年
賈思潘十世同垂尼安勳爵、老鼠老脾氣等人出航至大東洋，尋找之前失蹤的七位勳爵，並航行至接近世界盡頭之處。
2310年
賈思潘十世與拉曼杜的女兒成婚。
2325年
瑞里安王子出生。
2345年
賈思潘十世的王后被女巫「綠衣女士」化身的大蛇殺死。瑞里安王子在尋找殺母仇人的過程中也失蹤了。
2356年
尤斯提·史瓜和姬兒·波爾進入納尼亞，他們跟沼澤人泥桿兒一同從綠衣女士手中救出瑞里安王子。賈思潘十世在與兒子重聚後便去世了。
2555年
狡猾的猿猴席夫特利用驢子迷糊偽裝成亞斯藍，欺騙了所有納尼亞人，納尼亞末代國王逖里安為尤斯提和姬兒所救。納尼亞被卡羅門軍隊征服，戰役爆發。狄哥里、波莉、彼得、愛德蒙、露西在死去後皆重返納尼亞，納尼亞被黑暗壟罩，亞斯藍引導眾人進入亞斯藍的國度。

## 英格蘭
- 1888年：狄哥里‧寇克（英语：Digory Kirke）出生。
- 1889年：波莉·普朗摩出生。
- 1900年：狄哥里‧寇克與母親搬至倫敦。狄哥里與鄰居波莉意外透過安德魯舅舅實驗室裡的魔法戒指到達一個名叫查恩的世界，在那裡狄哥里無意中喚醒白女巫賈迪絲，並把她一同帶回來。白女巫在倫敦街頭製造了一陣騷亂，後來除了警察之外的涉案人員，包括狄哥里、波莉、安德魯舅舅、馬車夫法蘭克、白女巫等人皆被魔戒帶到納尼亞世界[3]。
- 1927年：彼得·佩文西出生。
- 1928年：蘇珊·佩文西出生。
- 1930年： 愛德蒙·佩文西出生。
- 1932年：露西·佩文西出生。
- 1933年：尤斯提·史瓜和姬兒‧波爾（英语：Jill Pole）出生。
- 1940年：由於倫敦遭受空襲，佩文西四兄妹被迫往鄉間撤離，他們暫時安住於狄哥里‧寇克教授的家中。露西·佩文西最先發現了屋內的魔法衣櫥並透過其進入納尼亞，之後她的兄姊也陸續進入，在納尼亞世界待了十五年，但當他們返回到教授家中時發現在我們的世界僅過去了幾秒鐘而已[3]。
- 1941年夏季：佩文西四兄妹在一個鄉間火車站準備坐火車去學校，他們受到招喚再度回到納尼亞[3]。
- 1942年夏季：愛德蒙和露西·佩文西在表親尤斯提·史瓜家中度過暑假，並透過一幅畫穿越至納尼亞[3]。
- 1942年秋季：在一所實驗學校，尤斯提·史瓜和同學姬兒‧波爾透過一扇舊門進入納尼亞。
- 1949年：狄哥里、波莉、彼得、愛德蒙、露西、尤斯提和姬兒在一次聚會時見到納尼亞國王逖里安的幻象，他們一致決定要設法回到納尼亞，彼得和愛德蒙挖出了狄哥里‧寇克之前使用的魔法戒指，其他人則乘坐火車要與之碰頭。不料這時卻發生一場嚴重的火車事故，所有人都在當中身亡了；並被送到納尼亞。

## 延伸閱讀
- Ford, Paul (2005), Companion to Narnia, Revised Edition, San Francisco: Harper, ISBN 0-06-079127-6
- Sammons, Martha (1979), A Guide Through Narnia, Wheaton, Illinois: Shaw, ISBN 0-87788-325-4